# 凯特·詹纳
凯特·詹纳（英語：Kate Jenner，1990年5月5日—），澳大利亚女子曲棍球运动员。她曾代表澳大利亚参加2010年和2014年英联邦运动会曲棍球比赛，获得一枚金牌。她也曾参加2012年和2020年夏季奥林匹克运动会。